# Nuit des tambours silencieux
La Nuit des tambours silencieux est un événement du carnaval de Recife, créé par Paulo Viana en 1961. Le Lundi gras, elle réunit les maracatus nations de la ville, dont les tambours cessent de battre à minuit, et des lamentations ou des prières sont dites ou chantées en mémoire des Afro-Brésiliens morts en esclavage…

## Origines
Les premiers esclaves africains sont arrivés à Recife en 1539. Ils sont venus avec leur culture et leurs traditions, qui se sont rapidement mêlées à celles des colons européens, principalement portugais, et des Amérindiens.
À vrai dire, avant même la « découverte » du Brésil, une telle tradition avait été observée au Portugal : Nicolau Lanckmann, que le futur empereur Frédéric III a envoyé au Portugal chercher sa fiancée, la princesse Eleanor, mentionne à plusieurs reprises dans ses Jornadas des processions et des danses d’Africains en 1451.

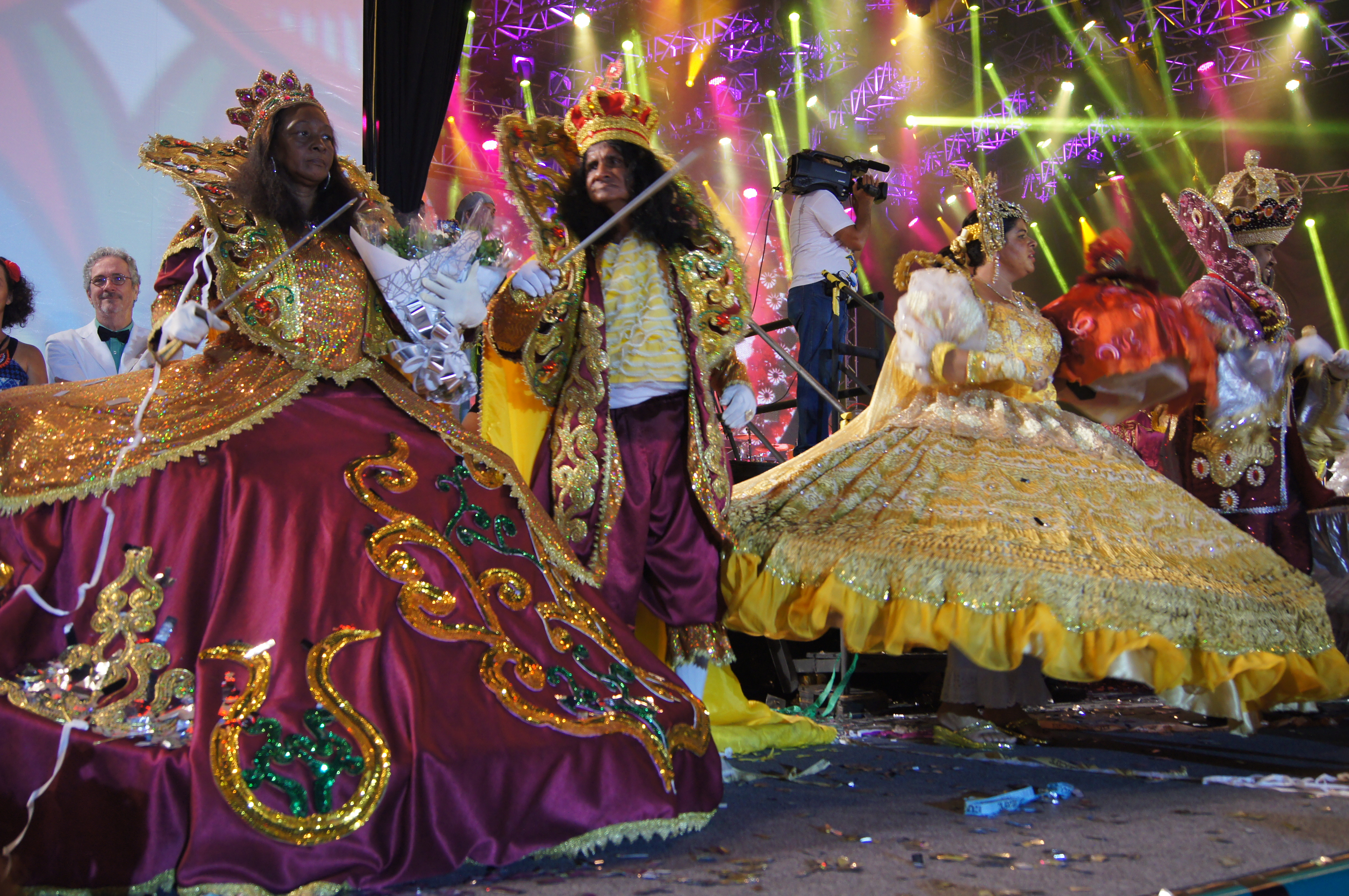
Le roi et la reine du maracatu Encanto de alegria, sur la scène de l'ouverture du carnaval de Recife 2014, dirigée par Naná Vasconcelos.

Au Brésil, les manifestations les plus anciennes de ces cultures remontent au moins au XVIIe siècle : un couronnement de roi et de reine du Congo est attesté le 10 septembre 1666, puis des couronnements de rois et de reines des Créoles ou des Angolas. Ce sont ces cortèges royaux, dont le rituel et les costumes sont restés ceux de cette époque, qui donneront naissance aux cortèges de carnaval des maracatus, déjà présents au début du XIXe siècle, : les maracatus développent les orchestres de percussions qui les accompagnent. Ils sont appelés maracatu nação (« nation », référence à leur ethnie d’origine, par opposition au maracatu rural, plus métissé d’indianité). Né à Recife, le maracatu s’est depuis répandu ailleurs au Brésil et dans d’autres pays — souvent réduit au seul groupe de percussionnistes.

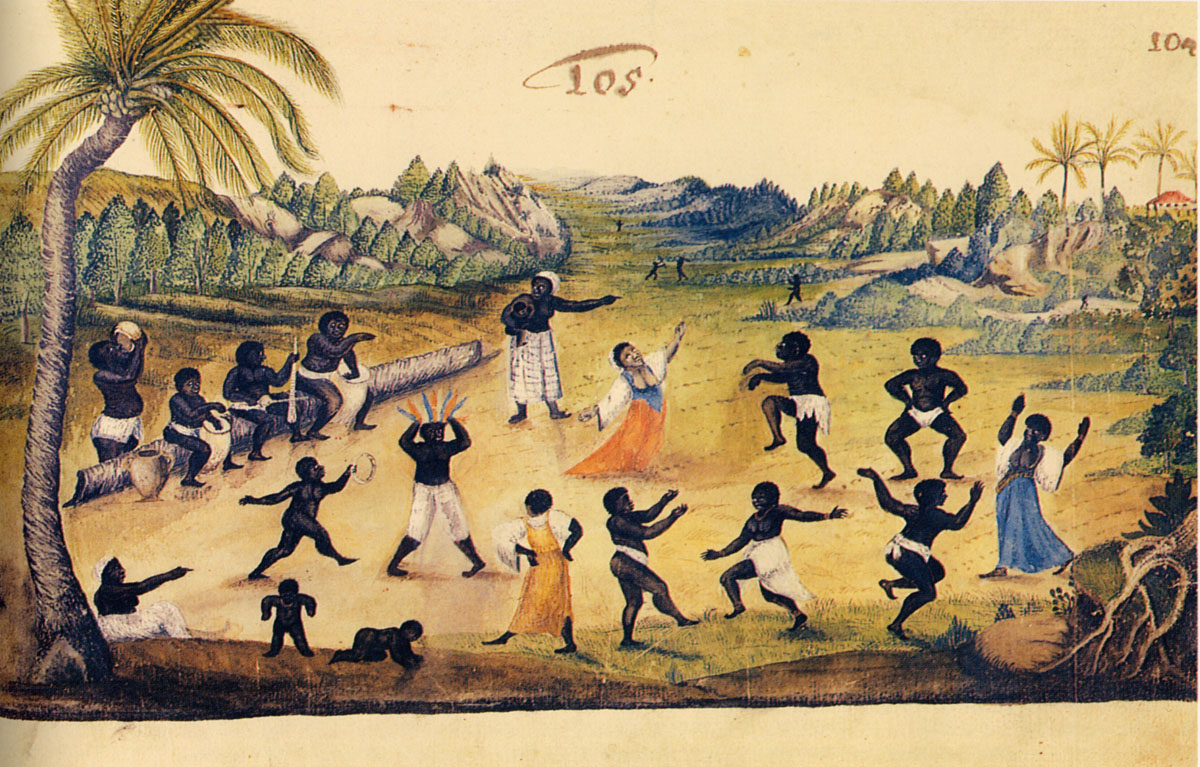
Zacharias Wagener, Negros dançando, publié en 1650 in Thier Buch, (Kupferstich Kabinett, Dresden), vers 1640

Parallèlement, interdits de leurs religions originelles (culte yoruba des orishas, culte angolais des inquices…), les esclaves et les affranchis les perpétuent en adorant les saints catholiques avec lesquels ils syncrétisent leurs demi-dieux. À Recife, ce sont principalement les cultes de xangô ou de candomblé, où les tambours (les ilus) ne sont pas que des instruments de musique : ils sont eux-mêmes dotés de pouvoirs et à ce titre salués par les participants. Et tout maracatu, groupe profane, est lié à un terreiro de candomblé, culte religieux.
Les Afro-Brésiliens continuent aussi d’honorer leurs ancêtres, tels que les eguns dans la religion yoruba, et le jour traditionnel de cette dévotion est le lundi. Les rites funéraires d'ailleurs tiennent une place importante dans le candomblé.

## Histoire
Curieusement, la seule mention d’une Nuit des tambours silencieux antérieure à 1961 est un texte de l’Action intégraliste brésilienne, mouvement « fasciste tropical » des années 1930 qui se voulait fondé sur l’« Union de tous les peuples et de toutes les races ». Ce projet n’a rien à voir avec la mémoire de l’esclavage, il s’agit de commémorer… la « douleur de l’interdiction de la milice intégraliste » le 4 avril 1935. On n’a pourtant aucune trace d’une Nuit des tambours silencieux antérieure dont le mouvement fasciste aurait récupéré le nom.

### Les premières Nuits

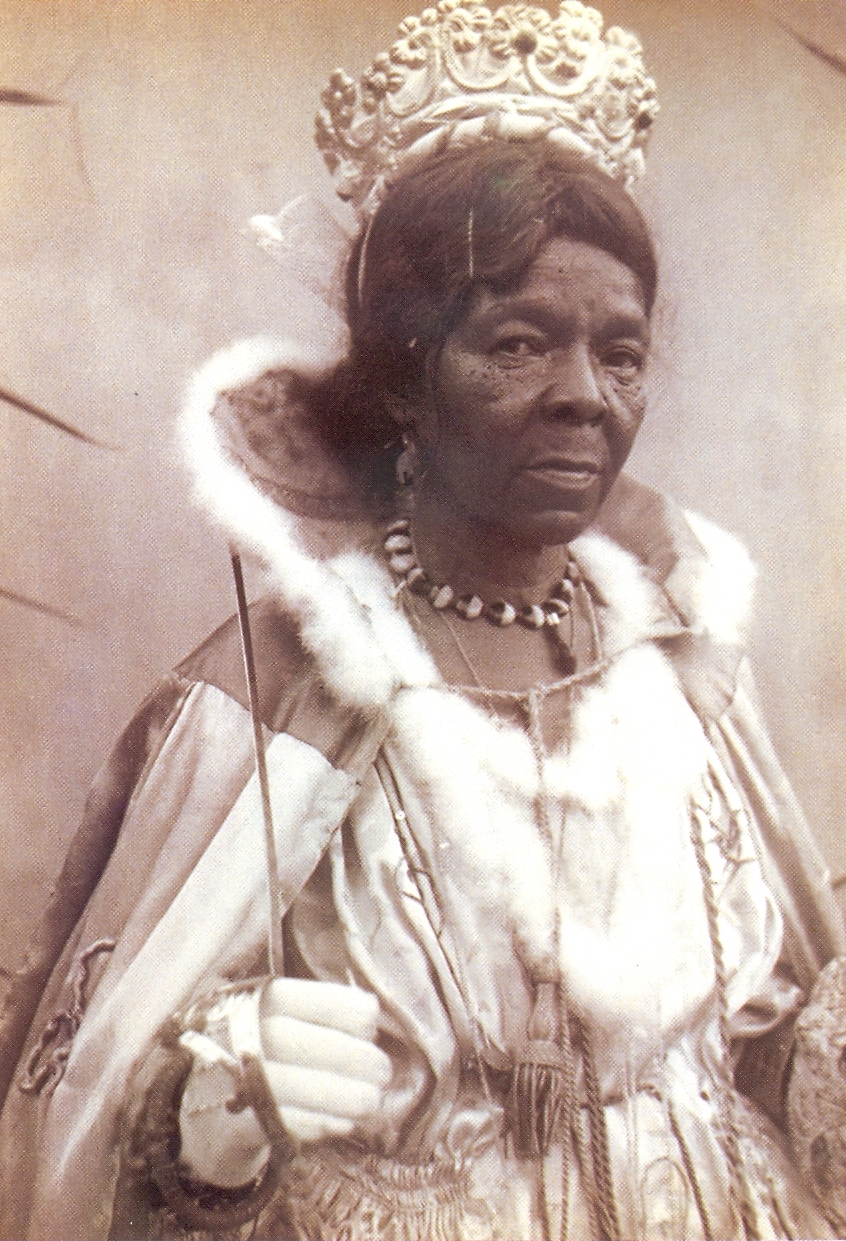
Dona Santa, reine du maracatu Elefante, vers 1935.

C’est pour le carnaval de 1961 que le journaliste afro-brésilien Paulo Viana conçoit le projet d’une Nuit consacrée à la mémoire de l’esclavage (il pensait d’ailleurs y intégrer les Amérindiens, qui en avaient également été les victimes). Il s’appuie pour cela sur deux connaissances : Edvaldo Ramos, qui deviendra une personnalité incontournable du Movimento negro (Mouvement noir) autant que du carnaval de Recife, et Dona Badia, héritière des « mères noires » qu’étaient Sinhá et Yayá, aux côtés de Dona Santa, reine du maracatu Elefante (Éléphant), dont le prestige était alors immense à Recife. Les mères noires participent d’ailleurs toutes les trois à la première Nuit, le lundi 13 février 1961, sur la place du pátio do Terço.
Lors des premières Nuits, les maracatus se regroupent sur le pátio do Terço et leurs tambourinaires battent ensemble. Une troupe de théâtre de la ville, Equipe, exécute des danses afro-brésiliennes, et joue le poème Lamento negro (« Lamentation noire ») qui dénonce l’esclavage, rend hommage aux esclaves morts et révère les orishas. Les tambours cessent de battre à minuit, un silence très long, évalué entre 5 et 30 minutes selon les participants. Le silence des tambours, chargés d'une fonction magique, n’est pas doté que d’une seule puissance émotionnelle. Ce déroulement subira peu de modifications jusqu’en 1989, si ce n’est que la frappe en commun des maracatus semble avoir été abandonnée : ils défilent les uns après les autres devant l’église du Terço.
Un incident a lieu en 1979 : si Equipe est une troupe liée au Mouvement noir, elle comporte également des acteurs blancs. Or pour déclamer le poème Lamento negro, ils sont grimés en Noirs. Les militants du Movimento negro, scandalisés par ce « blackface », interrompent la représentation, ce qui attriste profondément Paulo Viana. Et en 1987, la mort de son fondateur porte un coup à la tradition de la Nuit.

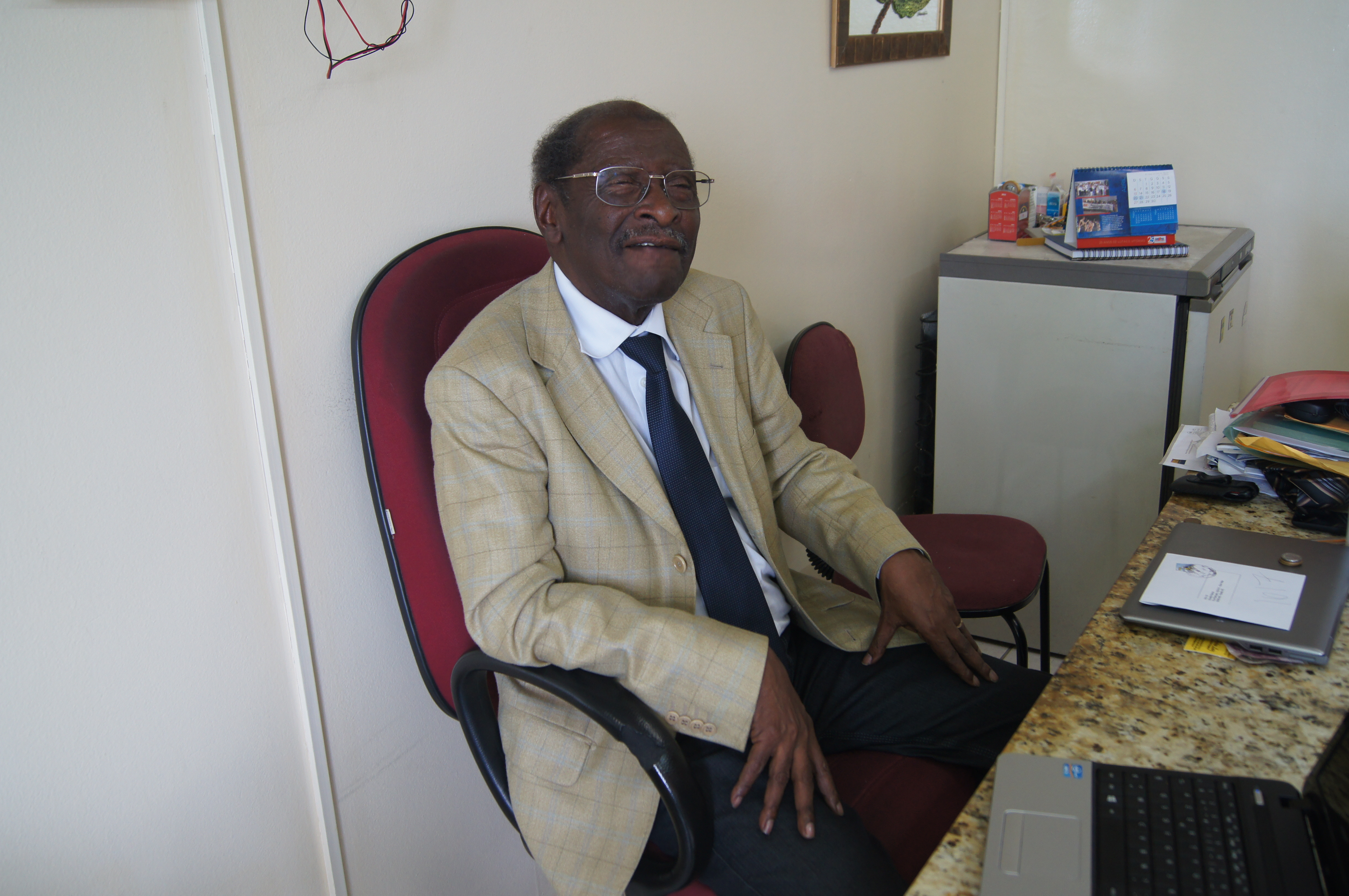
Edvaldo Ramos, cofondateur de la Nuit des tambours silencieux avec Paulo Viana et Dona "Carnaval" Badia en 1961, ici en 2014.

### Les Nuits modernes
Aussi, en 1990, la ville de Recife et Raminho de Oxossí, père de saint de candomblé et neveu de Yayá, reprennent-ils les rênes de la manifestation pour la dynamiser. La Nuit bénéficie dès lors de la caisse de résonance des services touristiques de Recife, et l’assistance d'une centaine de spectateurs des premières Nuits, passe maintenant à de l’ordre de 3 000 personnes, entassées derrière les barrières de sécurité de la petite place qui peine à les contenir. Les aspects profanes, danses et lamentations, disparaissent pour faire place à une cérémonie plus directement inspirée du candomblé. Lâcher de colombes et feu d’artifice complètent le spectacle, dans lequel les tambours ne marquent pratiquement plus de silence. De plus, les quatre maracatus présents en 1961 sont devenus plus d’une vingtaine et leur défilé se prolonge très tard dans la nuit.

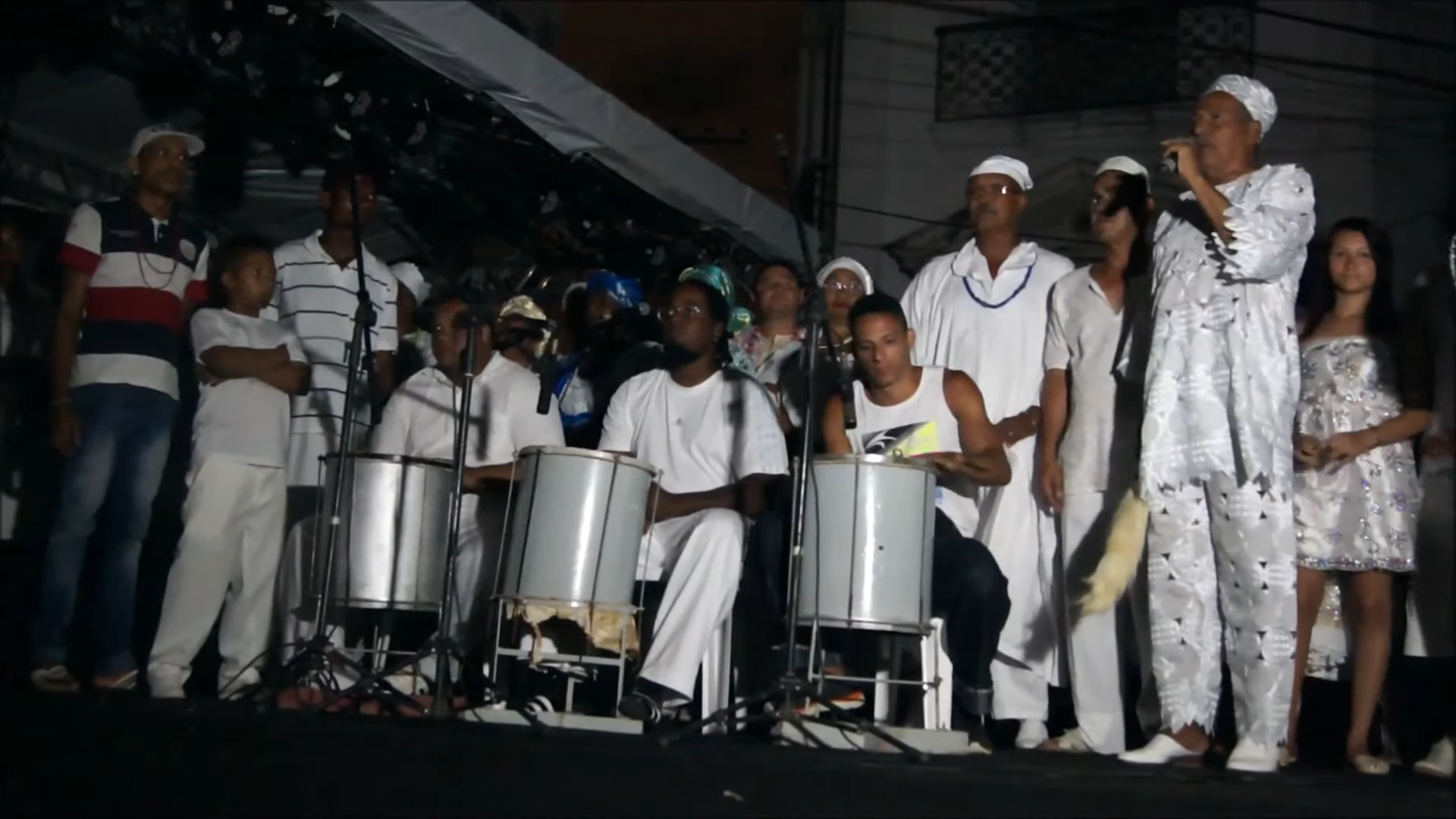
À minuit, les tambours cessent brièvement de battre et Raminho de Oxossí déclame chants et prières à la mémoire des défunts et des souffrances de l'esclavage. Recife 2014

Ceux qui ont connu la Nuit instituée par Paulo Viana, Edvaldo Ramos et Dona Badia peinent à retrouver dans les grandioses Nuits actuelles l’intensité et l’émotion qu’elles leur procuraient alors.
Le succès de la Nuit des tambours silencieux de Recife lui a donné depuis longtemps des échos dans d’autres villes, comme celle d’Olinda. Le carnaval de Recife connaît également une Nuit mirim (Nuit des enfants).

## Signification
La littérature présente parfois à la Nuit comme une nuit de dévotion à Nossa Senhora do Rosário dos Homens Pretos (Notre Dame du rosaire des Noirs), protectrice des Noirs et des esclaves avec São Benedito. Il s’agit d’une confusion avec l’arrêt marqué par les maracatus devant l’église de Nossa Senhora do Rosário dos Homens Pretos lors de leurs défilés.
Mais le déroulement des Nuits tant anciennes que modernes, comme le Lamento negro et les autres écrits ou dits de leurs initiateurs démentent cette interprétation. Elle est clairement un hommage à la mémoire des souffrances de l’esclavage. La Nuit perpétue le culte des eguns (esprits des morts) de la tradition yoruba, et plus généralement africaine, en le surchargeant du sens douloureux qu’il peut avoir pour les descendants actuels des esclaves déportés, qui ont perdu le lien avec la terre de ses ancêtres, essentiel pour un Africain. Ce sens s’inscrit parfaitement dans celui du carnaval, fête de la transgression, mais d’abord événement spirituel.

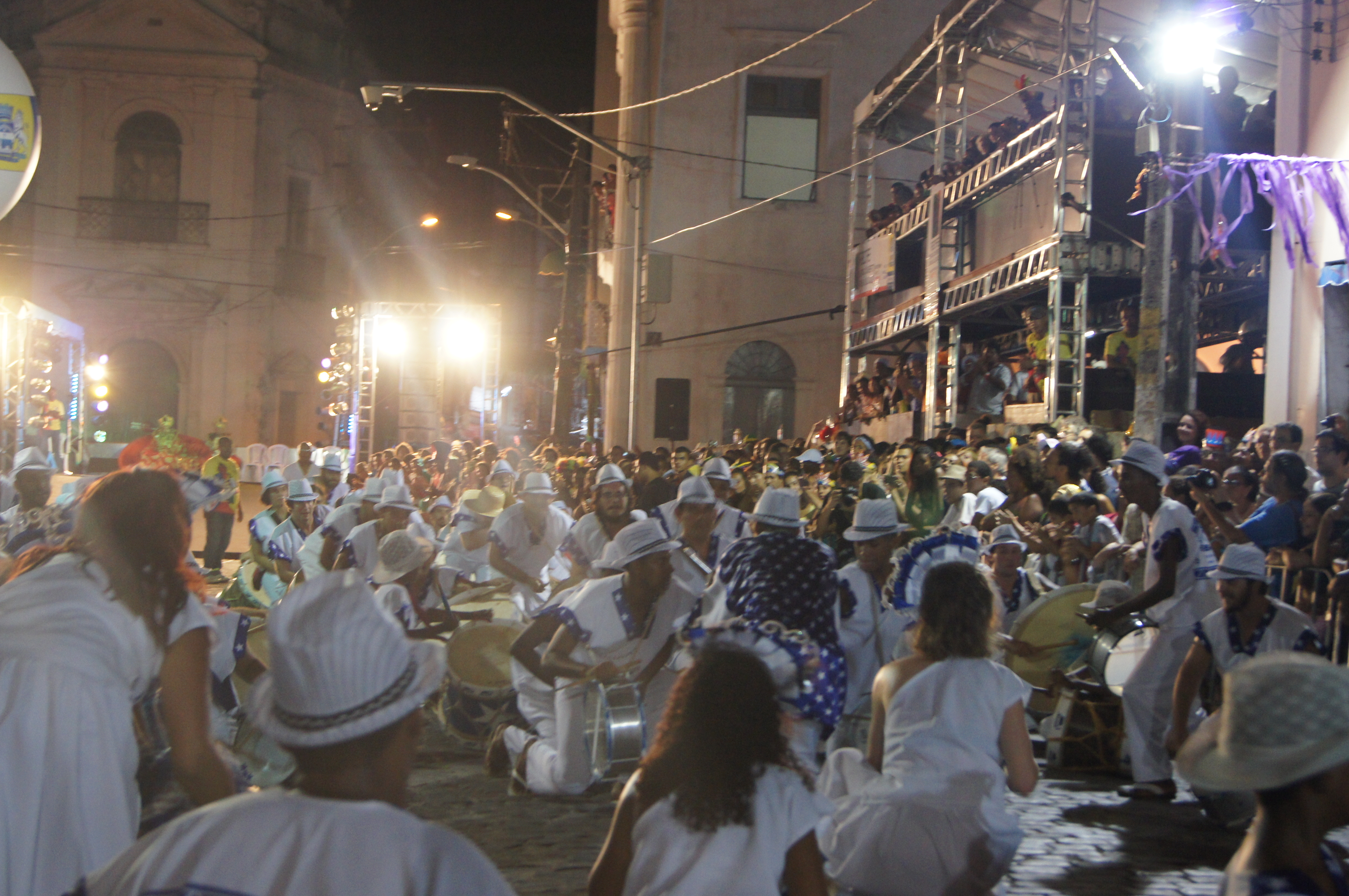
Le maracatu Estrela Brilhante se recueille devant l'église du pátio do Terço, lors de la Nuit des tambours silencieux. Recife, 4 mars 2014.

C’est la raison pour laquelle la Nuit est célébrée le lundi, jour des eguns, en l’occurrence le Lundi gras, et c’est la raison pour laquelle la Nuit est célébrée sur le pátio du Terço.
Ce choix peut paraître étrange, cette église n’étant pas chargée d’un sens particulier pour les Afro-Brésiliens, contrairement à celle de Nossa Senhora do Rosário dos Homens Pretos. Fort de ce sens, la direction de la Culture de l’État du Pernambouc y avait d’ailleurs déplacé la cérémonie en 1980. Les initiateurs de la Nuit, en désaccord avec une décision qui semblait pourtant logique, ont obtenu son retour sur le pátio du Terço dès l’année suivante.
En réalité, ce n’est pas l’église du Terço qui motive le choix de ce lieu : cette place abrite aussi la maison des « mères noires », appelée à Recife casa das tias (« maison des tantes ») : la maison de Sinhá et Yayá, puis de Dona Badia. Sinhá et Yayá, nées en 1874 et 1877 de parents africains, jouissaient de beaucoup de respect dans les milieux du candomblé et du maracatu. Mais surtout, cette maison, du moins son emplacement, était considérée comme la demeure du premier esclave arrivé à Recife, réellement ou symboliquement, le pátio étant alors au cœur du quartier des esclaves et des affranchis de la ville.

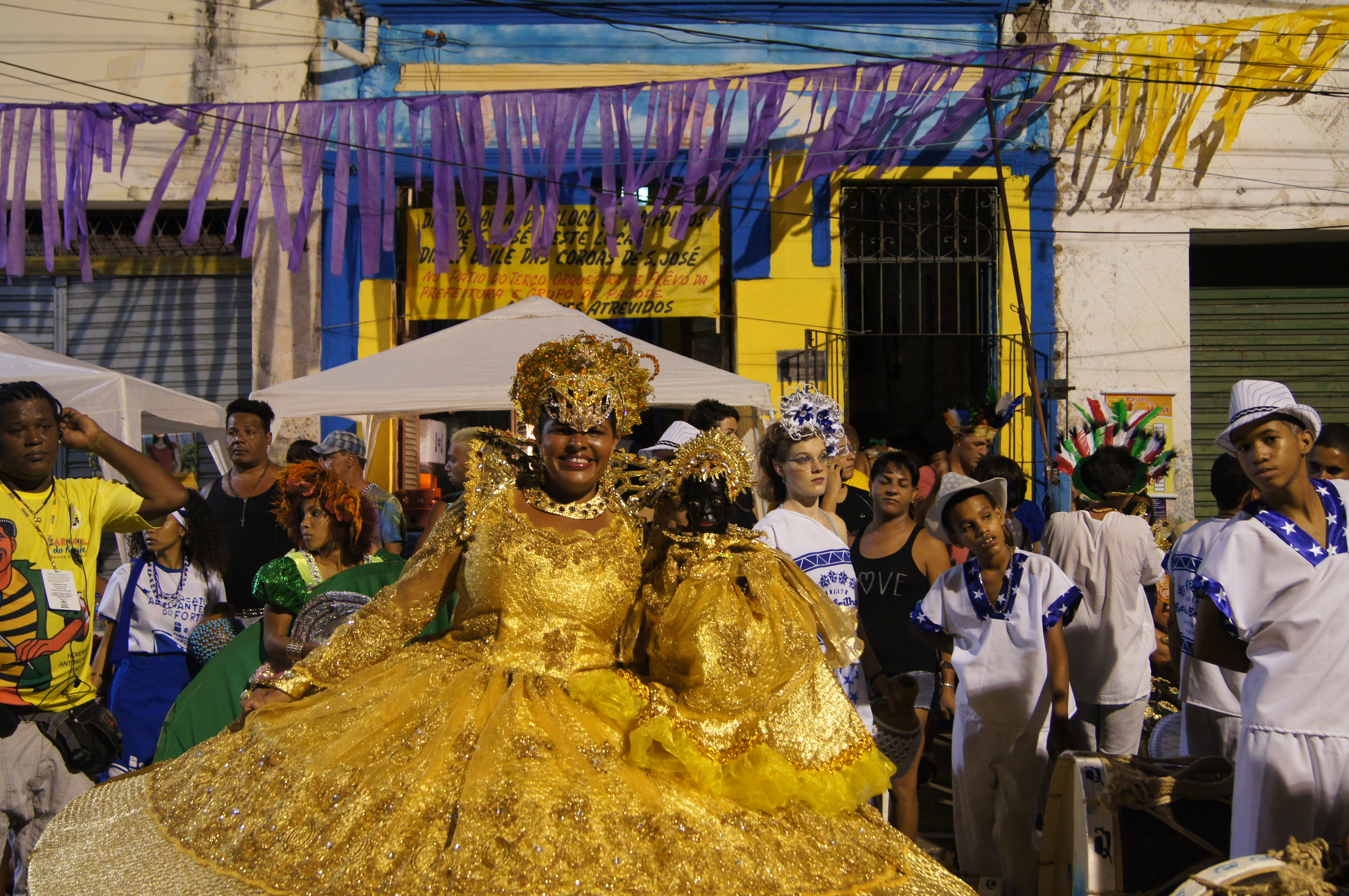
Une dame du palais du maracatu Encanto de Alegria portant sa calunga devant la casa das tias. Nuit des tambours silencieux, Recife, 4 mars 2014.

Les fondations de cette demeure contiennent aux yeux de la communauté noire de Recife des ashés, source d’énergie à la base des cultes, qui visent à les canaliser. Aussi les calungas (pt), ces poupées sacrées du maracatu, portées par les dames du palais du cortège, marquent-elles toujours un arrêt et font-elles toujours une révérence devant la casa das tias à leur passage.
Paulo Viana fréquentait cette maison et ses occupantes, Sinhá et Yayá. Il s’entretenait avec son amie Badia de ses projets, et ce serait dans ces visites qu’aurait germé l’idée d’une Nuit des tambours silencieux.